# August Piepenhagen

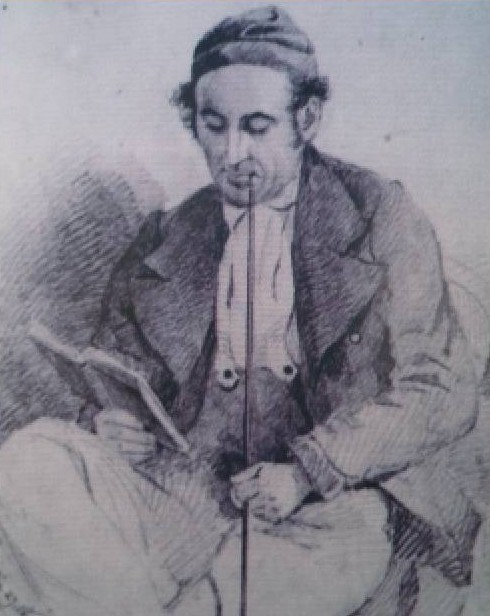
August Piepenhagen

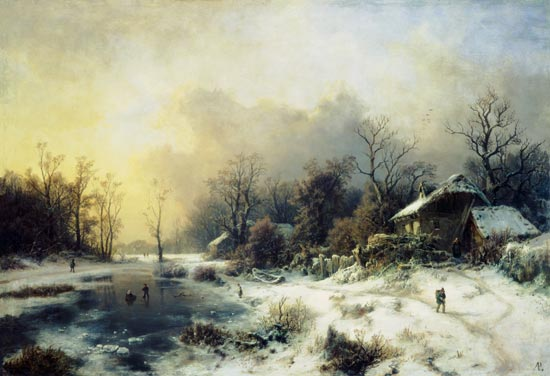
August Piepenhagen, Winterlandschaft mit gefrorenem Teich, ca. 1850

August Friedrich Piepenhagen (* 2. August 1791 in Soldin, Preußen; † 27. September 1868 in Prag, Österreich-Ungarn) war ein Prager Landschaftsmaler.

## Leben
August Piepenhagen entstammte bescheidenen Verhältnissen und trat zunächst eine Knopf- und Schnürmacherlehre an. Die Gesellenwanderung führte ihn in die Schweiz, wo ihn die eindrucksvolle Landschaft zu autodidaktischen Malversuchen anregte. 1831 kam er auf seiner Wanderung nach Prag, wo er künftig bleiben sollte. Es folgten erste Ausstellungen und seine Verheiratung in Prag. Piepenhagen hatte zeit seines Lebens damit zu tun, seine Familie zu ernähren, obwohl er sehr viele seiner Landschaftsbilder verkaufen konnte. Seine beiden Töchter Charlotte (1821–1902) und Louise (1825–1893) wurden von ihm ebenfalls zu Malerinnen ausgebildet. Piepenhagen starb auf dem Gut Jenerálka bei Prag. Er wurde auf dem evangelischen Friedhof der Prager Vorstadt Karolinenthal (Karlín) beigesetzt. Sein Grab wurde vom Bildhauer Thomas Seidan gestaltet.

## Werke
August Piepenhagen war reiner Landschaftsmaler, der sich sein Können hauptsächlich autodidaktisch aneignete und seine Bilder immer nur neben seinem eigentlichen Brotberuf schaffen konnte. Seine Landschaften, die romantisch und stimmungsvoll gestaltet waren, erfreuten sich beim Prager Publikum großer Beliebtheit. Seine Bilder wurden regelrecht gesammelt, waren allerdings auch nicht sehr teuer beim Ankauf. Adalbert Stifter, selbst auch Landschaftsmaler, schätzte Piepenhagen außerordentlich und meinte, er sei „der dichtungsvollste Landschafter, den ich jetzt kenne.“
- Alte Dorfbrücke (Wien, Österreichische Galerie), Öl auf Leinwand
- Waldesdickicht I (Prag, Kloster Strahov), Öl auf Holz, 18,7 × 12,2 cm
- Waldesdickicht II (Prag, Kloster Strahov), Öl auf Holz, 18,4 × 12 cm
- Landschaft (Prag, Narodni Galerie, Inv. Nr. 17958), Öl auf Holz, 31 × 24 cm
- Landschaft (Prag, Narodni Galerie, Inv. Nr. 17959), Öl auf Holz, 24 × 32 cm
- Küste (Sammlung Kooperativa, Wiener Städtische Versicherung), um 1830, Öl auf Leinwand, 17 × 24,5 cm
- Gebirgslandschaft mit See und Kirche (Leitmeritz, Nordmährische Galerie), um 1833